# Maria Helena Vieira da Silva
Maria Helena Vieira da Silva GCSE • GCL (Encarnação, Lisboa,  13 de junho de 1908 – Paris, 6 de março de 1992) foi uma pintora portuguesa, naturalizada francesa em 1956.

## Biografia

### Nascimento e Primeiros Anos

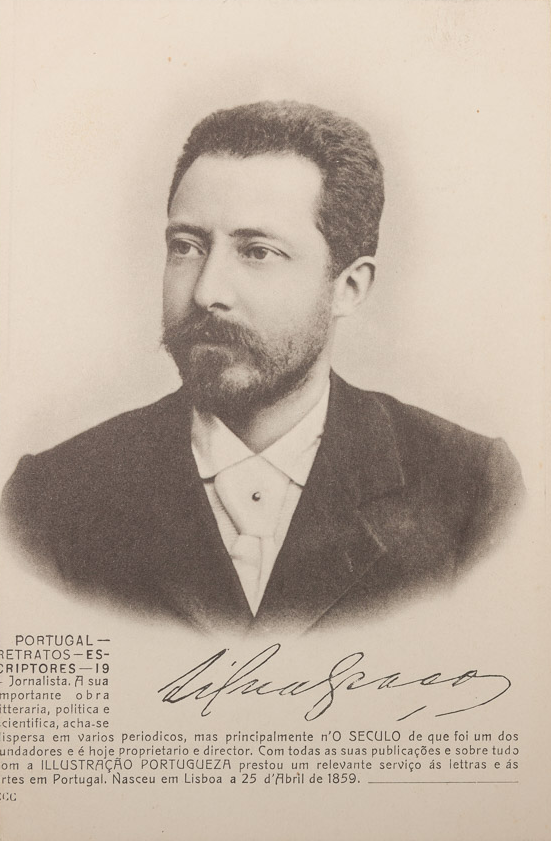
Postal com o retrato de José Joaquim da Silva Graça (1858-1931), avô materno de Maria Helena Vieira da Silva

Nascida a 13 de junho de 1908, na freguesia da Encarnação, em Lisboa, no seio de uma família abastada de classe alta, Maria Helena Vieira da Silva era a única filha do embaixador Marcos Vieira da Silva, natural do Porto (freguesia de Cedofeita), e de Maria do Céu Silva Graça, natural de Lisboa (freguesia de São Vicente). Foi batizada na igreja de Nossa Senhora da Encarnação, ao Chiado, a 27 de novembro de 1908. Viveu os seus primeiros anos de vida na Suíça, onde o seu pai estava destacado. Com apenas três anos de idade, a 14 de fevereiro de 1911, ficou órfã de pai, passando então a viver com a sua mãe e o seu avô materno, José Joaquim da Silva Graça, republicano convicto, jornalista, fundador, proprietário e director do jornal O Século e da revista Ilustração Portuguesa, no antigo Palacete Silva Graça, situado na avenida Fontes Pereira de Melo com a rua Latino Coelho, na freguesia de São Sebastião da Pedreira, em Lisboa.

### Anos 20

#### Formação Artística em Lisboa
Muito cedo despertou para a música e a pintura, tendo aos onze anos de idade começado a estudar piano e canto em casa, desenho e pintura nos ateliers da pintora Emília dos Santos Braga e do pintor Armando de Lucena, e modelagem com o escultor Rogério de Andrade. Pouco depois, ingressou na Academia de Belas Artes de Lisboa e, motivada também pela escultura, frequentou a disciplina de Anatomia, leccionada pelo professor Henrique Vilhena, na Faculdade de Medicina da Universidade de Lisboa, em 1926.

#### Formação Artística em Paris

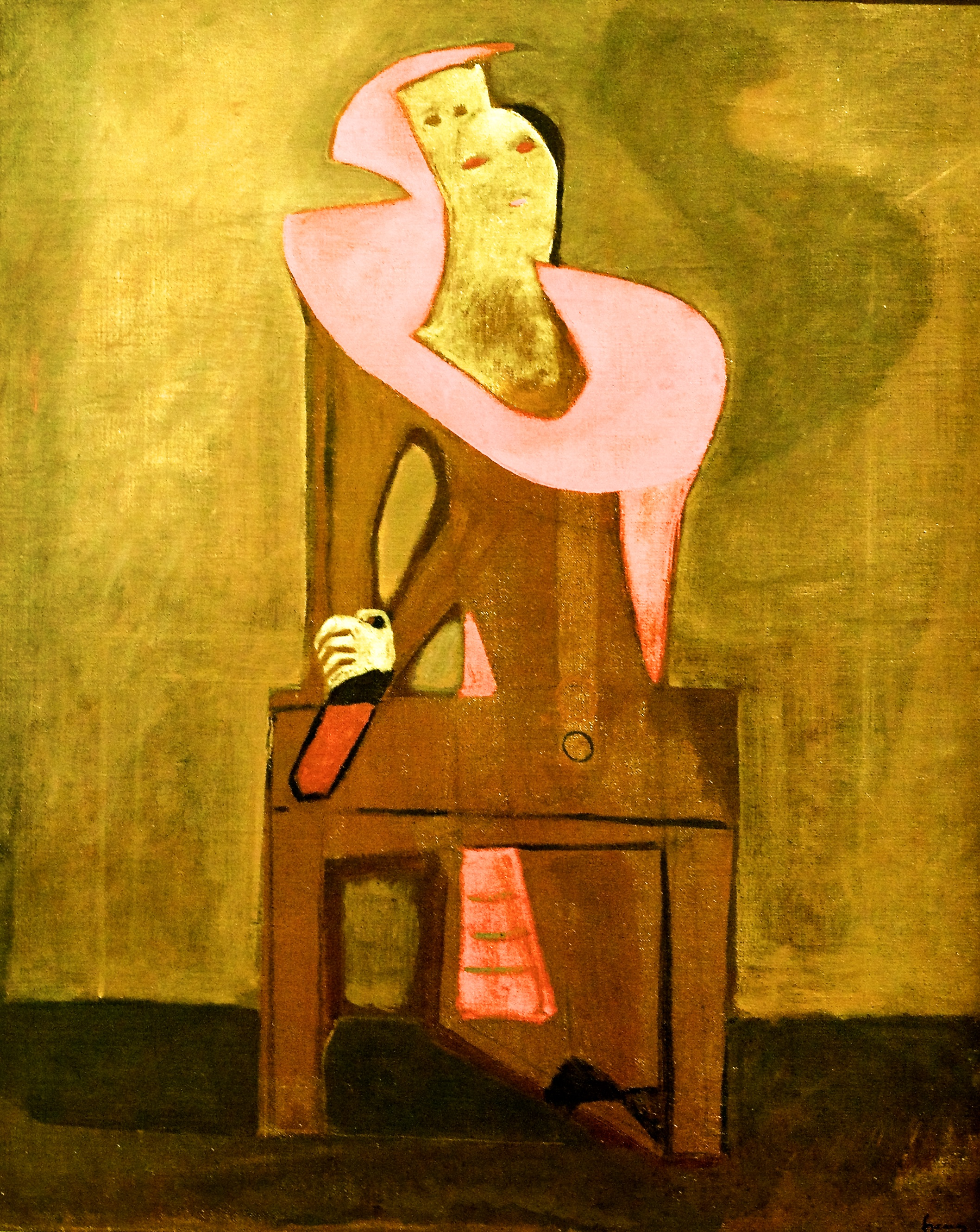
"Le Couple" (1933), pintura de Árpád Szenes (1897-1985)

Em 1928, tal como era frequente entre os artistas portugueses, com apenas dezanove anos e acompanhada pela sua mãe, Maria Helena decidiu prosseguir com os seus estudos académicos em Paris, França, onde estudou desenho com Fernand Léger e escultura com Antoine Bourdelle na Académie de La Grande Chaumière, ingressando ainda depois na Academia Escandinava, onde foi discípula do escultor Charles Despiau. Durante este período, a jovem artista portuguesa foi ainda discípula dos pintores franceses Othon Friesz e do printmaker inglês Stanley William Hayter no Atelier 17, frequentou cafés, concertos, teatros, museus e galerias, realizou a sua primeira mostra colectiva em França, na Exposition Annuelle des Beaux-Arts da Société des Artistes Français, no Grand Palais, travou amizade com o pintor pós-impressionista Pierre Bonnard, cujo trabalho veio a influenciar a sua própria obra, os pintores modernistas portugueses Eduardo Viana e Milly Possoz. Após concluir os seus estudos, trabalhou com os pintores e escultores Henri de Waroquier (1881-1970) e Charles Dufresne, passando a focar-se apenas na pintura, abandonando assim a escultura.

### Casamento
A 22 de fevereiro de 1930 casou-se com o pintor húngaro Árpád Szenes, passando a residir na Villa des Camélias, situada na Boulevard Saint-Jacques, onde tinham os seus ateliers. Devido ao facto de seu marido ser de origem judaica e de Maria Helena Vieira da Silva ter perdido a nacionalidade portuguesa ao se casar fora do país com um estrangeiro, dada à complexa situação política na Hungria, o casal decidiu oficialmente passar à situação de apátridas residentes em França, viajando frequentemente para Lisboa a fim de frequentar algumas exposições e visitar amigos e familiares.

### Anos 30

#### Exposições e Carreira Artística

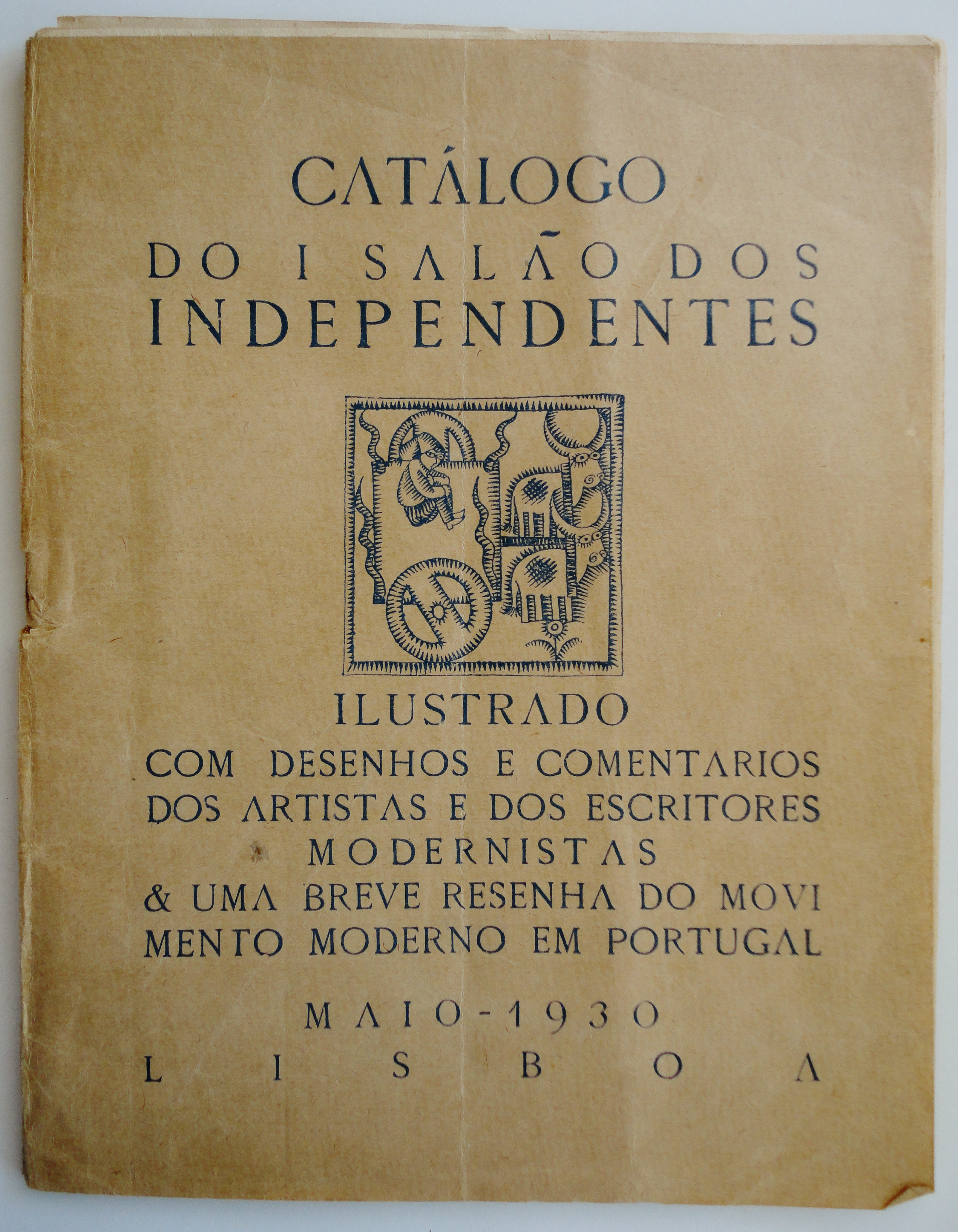
Catálogo do 1º Salão dos Independentes, realizado na Sociedade Nacional de Belas Artes em Lisboa (1930)

No início da década de 1930, Maria Helena Vieira da Silva viajou para Itália, onde se inspirou nas obras da escola sienesa, fez ilustrações para livros infantis, participou no Salon d’Automne e no Salon des Surindépendants (1931) em Paris, ingressou juntamente com Árpád nas aulas do pintor francês Roger Bissière da Académie Ranson, conheceu a galerista Jeanne Bucher, que passou a representar o seu trabalho artístico, vendeu o seu primeiro quadro para o Museum of Modern Art de Nova Iorque e aventurou-se no mundo da literatura infantil ao criar a história "Kô et Kô, les deux esquimaux" (1933), escrita em parceria com Pierre Guéguen e ilustrada pela própria, sendo ainda organizada a primeira exposição individual da artista em Paris, com os guaches originais do livro, pela Galeria Jeanne Bucher (1933). Durante esse período, outros dois eventos de grande relevo na sua carreira foram a sua participação no 1º Salão dos Independentes (1930) na Sociedade Nacional de Belas Artes em Lisboa, que contou com alguns dos nomes mais emblemáticos do panorama artístico português, como Fernando Pessoa, Camilo Pessanha, Mário Eloy, Sarah Afonso, Abel Manta, Dordio Gomes, Jorge Barradas, Lino António, Mily Possoz, Carlos Botelho, Bernardo Marques, José Tagarro, Francisco Franco, Diogo de Macedo, Canto da Maia, Salvador Barata Feyo, Leopoldo de Almeida, António Duarte, Ruy Roque Gameiro, Cotinelli Telmo ou Mário Novais, entre muitos outros, sendo esta a sua primeira exposição colectiva em Portugal, e ainda a realização da sua primeira exposição individual em Lisboa, na Galeria UP (1935), organizada pelo escritor, pintor, actor, encenador e coleccionador de arte António Pedro.

#### Activismo Antifascista
Durante a segunda metade da década de 1930, com o desenvolvimento da extrema direita na Europa, Maria Helena Vieira da Silva e o seu marido juntaram-se ao grupo Amis du Monde (1935), uma associação criada por vários artistas e intelectuais de diferentes nacionalidades a residir em Paris, a fim de discutirem formas de resistência contra os movimentos fascistas. Apesar do casal ter actuado de forma fervorosa e empenhada, nesse mesmo ano, por se sentirem inseguros com o crescimento de ataques anti-semitas, ainda que Árpád se tenha convertido ao catolicismo e de ambos terem contraído um casamento religioso, decidiram partir para Lisboa, onde passaram a residir temporariamente, expondo no seu novo atelier as suas pinturas abstractas. Um ano depois, em outubro de 1936, o casal regressou a Paris após receberem algumas propostas para exibirem os seus trabalhos, instalando-se no número 51 da Boulevard Saint-Jacques. Pouco depois, a artista de origem portuguesa começou a colaborar novamente com Pierre Guéguen na elaboração de ilustrações para "Madame la Grammaire" (1936), publicado no jornal Paris-Soir, expôs de novo na Galeria Jeanne Bucher e conheceu o escultor catalão Apel·les Fenosa, que a sensibilizou para a Guerra Civil Espanhola, sendo posteriormente organizada por Jeanne Bucher uma exposição de beneficência, para as vítimas da guerra espanhola e os seus exilados em França, com obras de Árpád Szenes, Étienne Hajdu e Maria Helena Vieira da Silva (1939).

### Segunda Guerra Mundial

#### Fuga para Portugal
Com o despoletar da Segunda Guerra Mundial, o casal fugiu novamente para Portugal, onde procuraram obter a nacionalidade portuguesa, contudo estando o país sob o regime do Estado Novo e sendo ambos apátridas e Árpád de origem judaica, apesar de convertido, após um ano de espera, o seu pedido foi-lhes negado. Durante a sua curta estadia, a artista não deixou porém de continuar a trabalhar e participou num concurso de montras, realizado no âmbito da Exposição do Mundo Português, que também lhe encomendou um quadro, sendo no entanto a encomenda cancelada quando o seu pedido de cidadania foi recusado.

#### Exílio no Brasil
Sendo obrigados a sair da Europa, em 1940, Maria Helena Vieira da Silva e Árpád Szenes instalaram-se, inicialmente, no Hotel Internacional, do Rio de Janeiro, Brasil, onde receberam passaportes diplomáticos, emitidos pela Sociedade das Nações, e conviveram com importantes artistas locais, como Carlos Scliar, Djanira, Murilo Mendes, Carlos Drummond de Andrade, Maria da Saudade Cortesão e Cecília Meireles, para além de terem exercido uma grande influência na arte brasileira, especialmente entre o movimento dos modernistas brasileiros. Durante esses anos, Maria Helena Vieira da Silva começou a reflectir nas suas obras sentimentos como a tristeza, a dor ou a saudade, expôs a título individual no Museu Nacional de Belas Artes (1942) e na Galeria Askanasy do Rio de Janeiro (1944), e a titulo colectivo no 48º Salão Nacional de Belas Artes (1942), na Exhibition of Modern Brasilian Painting no British Council da Escócia no Rio de Janeiro (1945), no Instituto de Arquitetos do Brasil (1946) e no Palácio Municipal de Belo Horizonte com o seu marido (1946). Realizou ainda trabalhos de ilustração para diversos periódicos e revistas, como a "Novela Gótica" do semanário O Cruzeiro (1945) ou vários artigos do Caderno da Juventude (1946), decorou o refeitório da Escola Nacional de Agronomia do Rio de Janeiro com um painel de azulejos, a que chamou "Kilomètre 44", e, finalmente com o fim da guerra na Europa, através da galerista Jeanne Bucher, conseguiu participar no Salon des Réalités Nouvelles em Paris (1945) e realizou a sua primeira exposição individual em Nova Iorque na Galeria Marian Willard (1946). Durante esse mesmo período, o casal realizou inúmeras viagens pela América Latina a fim de participar em diversas exposições.

### Pós-Guerra

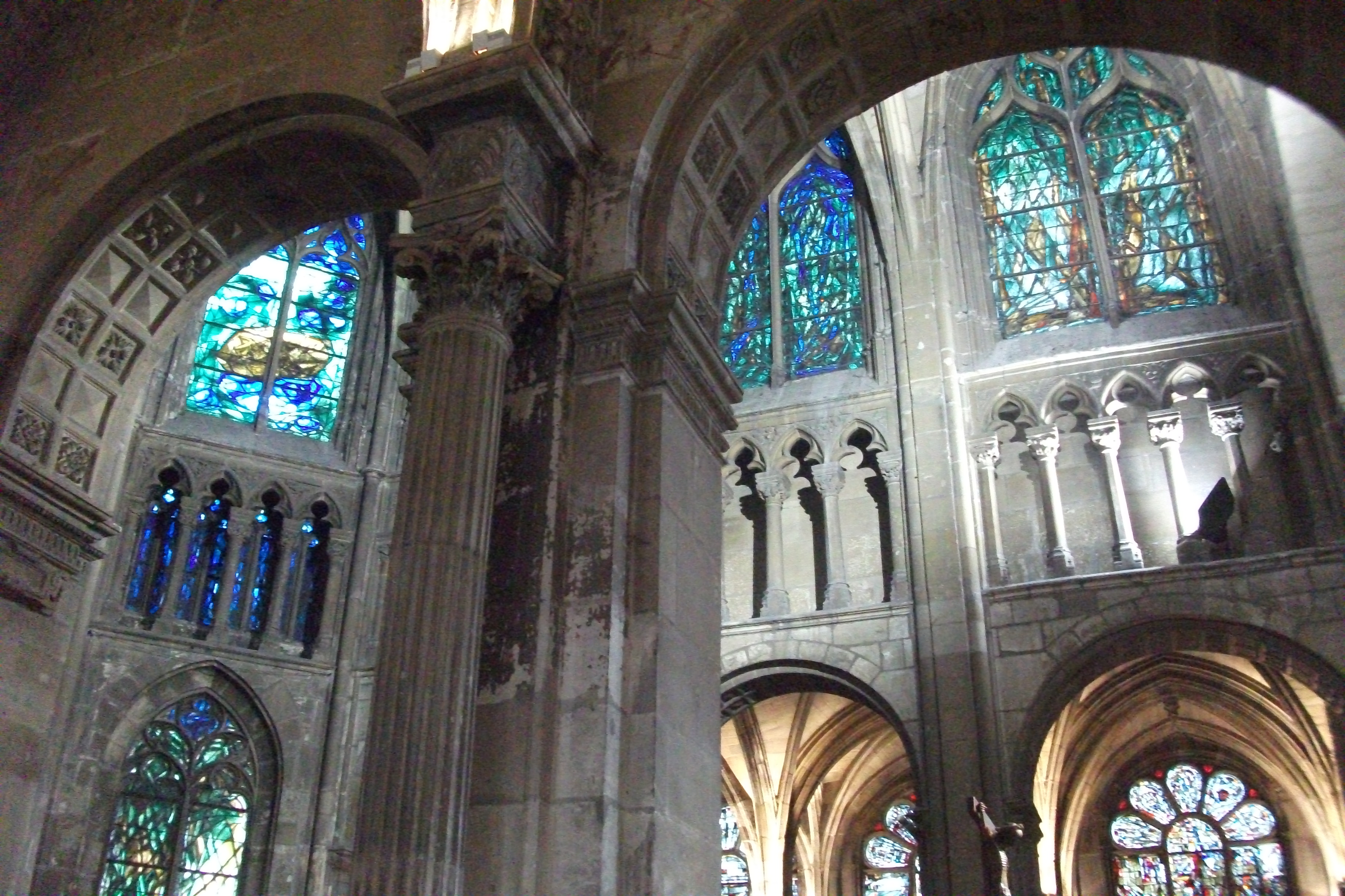
Vitrais de Maria Helena Vieira da Silva, realizados entre 1966 e 1976, para a Igreja Saint-Jacques de Reims, França.

Em março de 1947, Maria Helena Vieira da Silva regressou sozinha para Paris, instalando-se uma vez mais na Boulevard Saint-Jacques. Dois meses depois, Árpád Szenes regressou do Brasil e juntos começaram a preparar uma exposição na Galeria Jeanne Bucher Jaeger (1947), gerida à época por Jean François Jaeger, sobrinho da sua antecessora, após o seu falecimento, com obras do seu período em terras brasileiras. Esta exposição atraiu a atenção do Estado Francês que lhe adquiriu várias pinturas desde então, tais como "La Partie d'échecs".

### Anos 50, 60, 70 e 80

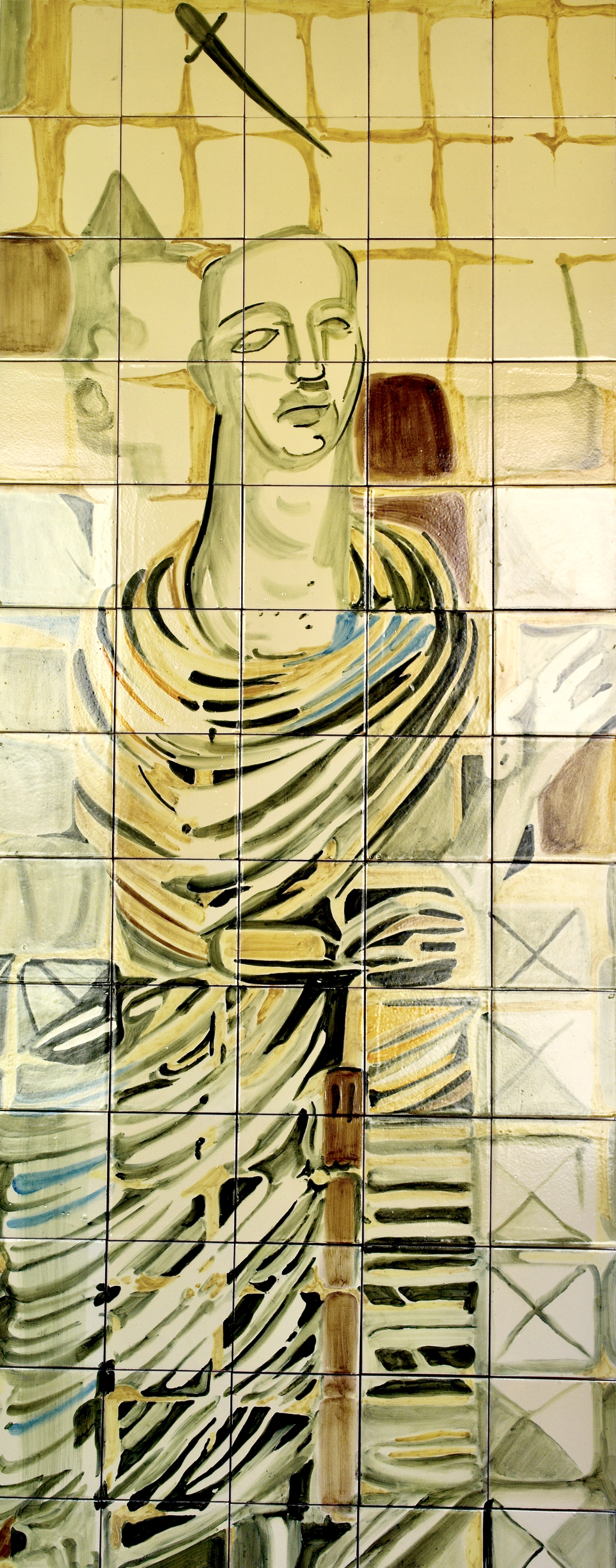
"O Filósofo", réplica do painel de azulejos afixado na estação Cidade Universitária do Metropolitano de Lisboa, exposta no Museu Nacional do Azulejo em Xabregas.(1988)

#### Nacionalidade Francesa
Em 1952, Maria Helena Vieira da Silva voltou a pedir às autoridades portuguesas a reaquisição da nacionalidade portuguesa, contudo, e apesar de possuir uma carreira de sucesso e fama internacional, uma vez mais, o seu pedido foi recusado. A artista e o seu marido teriam de esperar até 1956 para deixarem de ser apátridas, obtendo finalmente a nacionalidade francesa.

#### Exposições e Carreira Artística
Nos anos seguintes, a artista manteve-se bastante activa artística e socialmente, atingindo a sua maturidade artística. Travou amizade com Jean Bazaine, Manuel Cargaleiro, René Char e Guy Weelen, que se tornou seu representante, mudou a sua residência para o Hotel des Terrasses, na Rua de Ia Glacière, e mais tarde para o número 34 da Rua de l'Abbé Carton, no XIV bairro da cidade, estreou-se em cenografia com a peça de teatro "La Parodie de A. Adamov" (1952), realizou trabalhos em litografia, serigrafia, vitral, azulejos e tapeçaria, ilustrou várias publicações literárias e realizou inúmeras exposições a título individual em Paris, Lille, Lausane, Tours, Estocolmo, Lisboa, Porto, Nova Iorque, Darmstadt, Genebra, Londres, Basileia ou ainda em Washington. A título colectivo expôs na Exposição de Guaches da Galeria La Hune de Paris (1950), com o pintor alemão Hans Reichel, na Redfern Gallery de Londres (1952), na Kunsthalle da Basileia (1954), no Stedelijk Museum de Amesterdão (1955), com a escultora francesa Germaine Richier, no Château de Ratilly, em Treigny, com o escultor Étienne Martin (1967) ou no Museu de Belas-Artes de Dijon (1974), entre muitas outras exposições colectivas, e em termos competitivos, participou em inúmeros eventos internacionais, como na Pittsburgh International Exhibition of Contemporary Painting do Carnegie Institute of Pittsburgh (1952, 1958), no Salon de Mai (1952), na IIª e VIª Bienal do Museu de Arte Moderna de São Paulo (1953, 1961), onde foi galardoada com um prémio de aquisição e o Grande Prémio Internacional de Pintura respectivamente, na XXVIIª Bienal de Veneza (1954), na Bienal de Caracas (1955), tendo arrecadado o 3º Prémio na categoria de Pintura, na Exposição Universal e Internacional de Bruxelas (1958), na II e III Documenta de Kassel (1959, 1964), no VIII Salon du Sud-Ouest em Montauban (1961), onde foi convidada de honra, no 12º Festival Internacional de Arte Contemporânea de Royan (1975) e ainda na competição anual do Guggenhein Museum (1958), conseguindo uma menção honrosa, entre muitos outros.

#### Condecorações pelo Governo Francês
Fruto do seu trabalho, em 1960, o casal foi agraciado pelo Governo Francês como oficial e cavaleiro da Ordem das Artes e das Letras, e em 1962, como comandante, novamente pela mesma ordem francesa. Posteriormente, em 1966, Maria Helena Vieira da Silva tornou-se na primeira mulher a receber o Grand Prix National des Arts, e em 1979, tornou-se Dama da Ordem Nacional da Legião de Honra de França e membro do Comité de Honra do Movimento contra o Racismo e pela Amizade entre os Povos. 

#### Reconhecimento Artístico

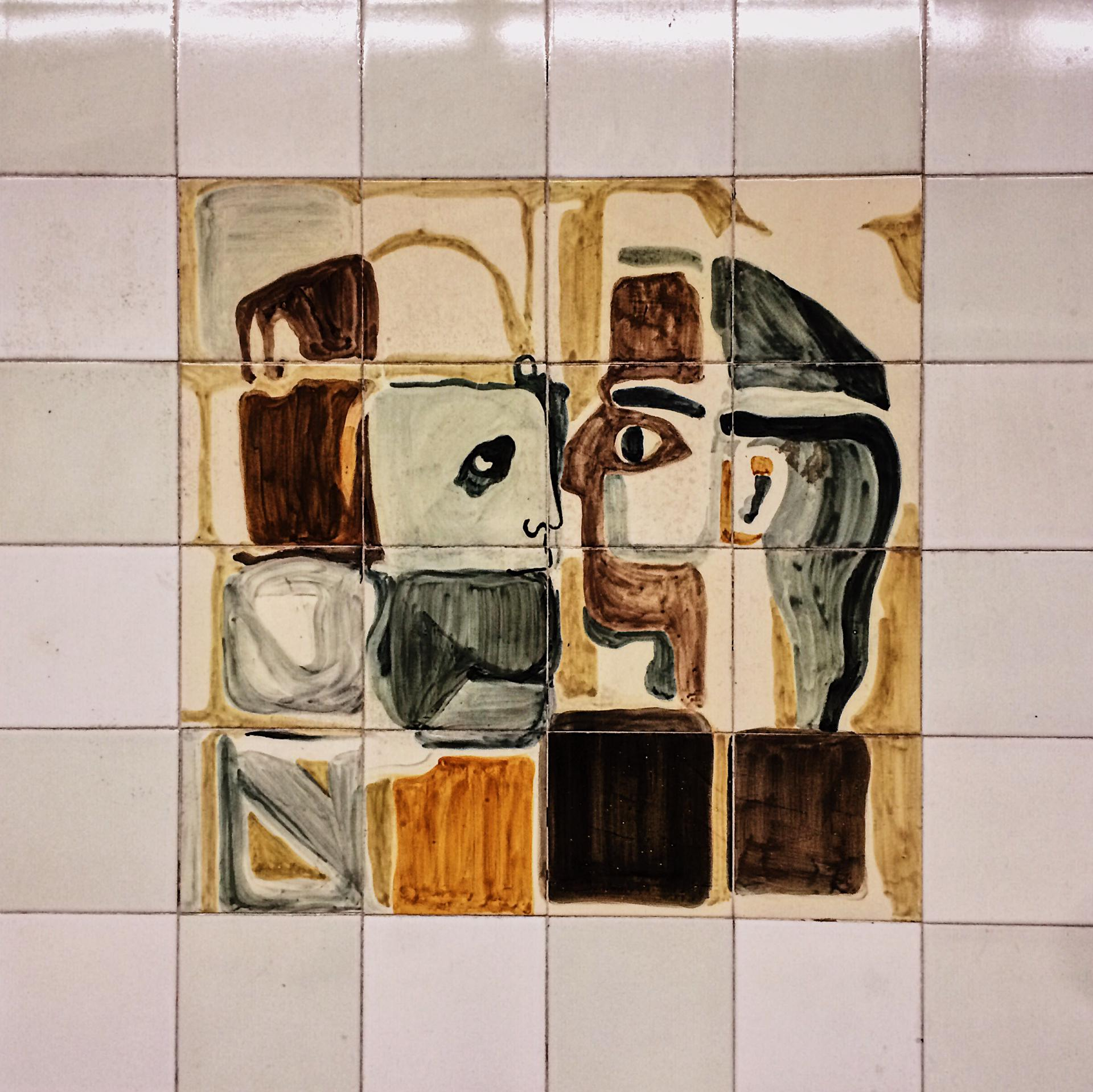
Pequeno pormenor de painel azulejar, presente na estação Cidade Universitária do Metropolitano de Lisboa da autoria de Maria Helena Vieira da Silva (1988).

Durante os anos que se seguiram, nomeadamente durante a segunda metade da década de 60 e durante toda a década de 70 e 80, começaram a ser realizadas diversas retrospectivas sobre o trabalho e obra de Maria Helena Vieira da Silva, sendo as suas pinturas expostas em diversas exposições internacionais e espaços museológicas, como em Portugal, Israel, Itália, França, Reino Unido, onde foi eleita membro da Royal Academy of Arts, em 1988, Luxemburgo, Holanda, Suíça, Espanha, Alemanha, Suécia, Dinamarca, Senegal, Tunísia, Argentina, Brasil ou Estados Unidos da América, onde, em 1970, foi nomeada Daughter of Mark Twain.
Em Portugal, a artista também foi reconhecida, sobretudo após a Revolução dos Cravos, tendo realizado diversas obras encomendadas pelo Estado Português, como os painéis decorativos das estações metropolitanas da Cidade Universitária e do Rato ou os dois cartazes editados pela Fundação Calouste Gulbenkian, a pedido da poetisa e amiga Sophia de Mello Breyner, para comemorar a data da revolução. A 9 de dezembro de 1977 foi lhe atribuída a Grã-Cruz da Ordem Militar de Sant'Iago da Espada e a 16 de Julho de 1988 a Grã-Cruz da Ordem da Liberdade, para além das Medalhas da Cidade de Lisboa e do Porto pelas respectivas Câmaras Municipais. Para além destas honras dadas pelo Estado Português, várias associações e instituições portuguesas já haviam homenageado a vida e obra da artista, tais como o Grémio Literário de Lisboa e a Academia de Belas-Artes de Lisboa, que a nomearam sócia honorária em 1968 e 1971, respectivamente, sendo ainda escolhida em 1984 para membro da Academia das Ciências, das Artes e das Letras de Lisboa.

### Morte
Maria Helena Vieira da Silva faleceu a 6 de março de 1992, com 83 anos de idade, em Paris.

## Legado, Reconhecimento e Homenagens

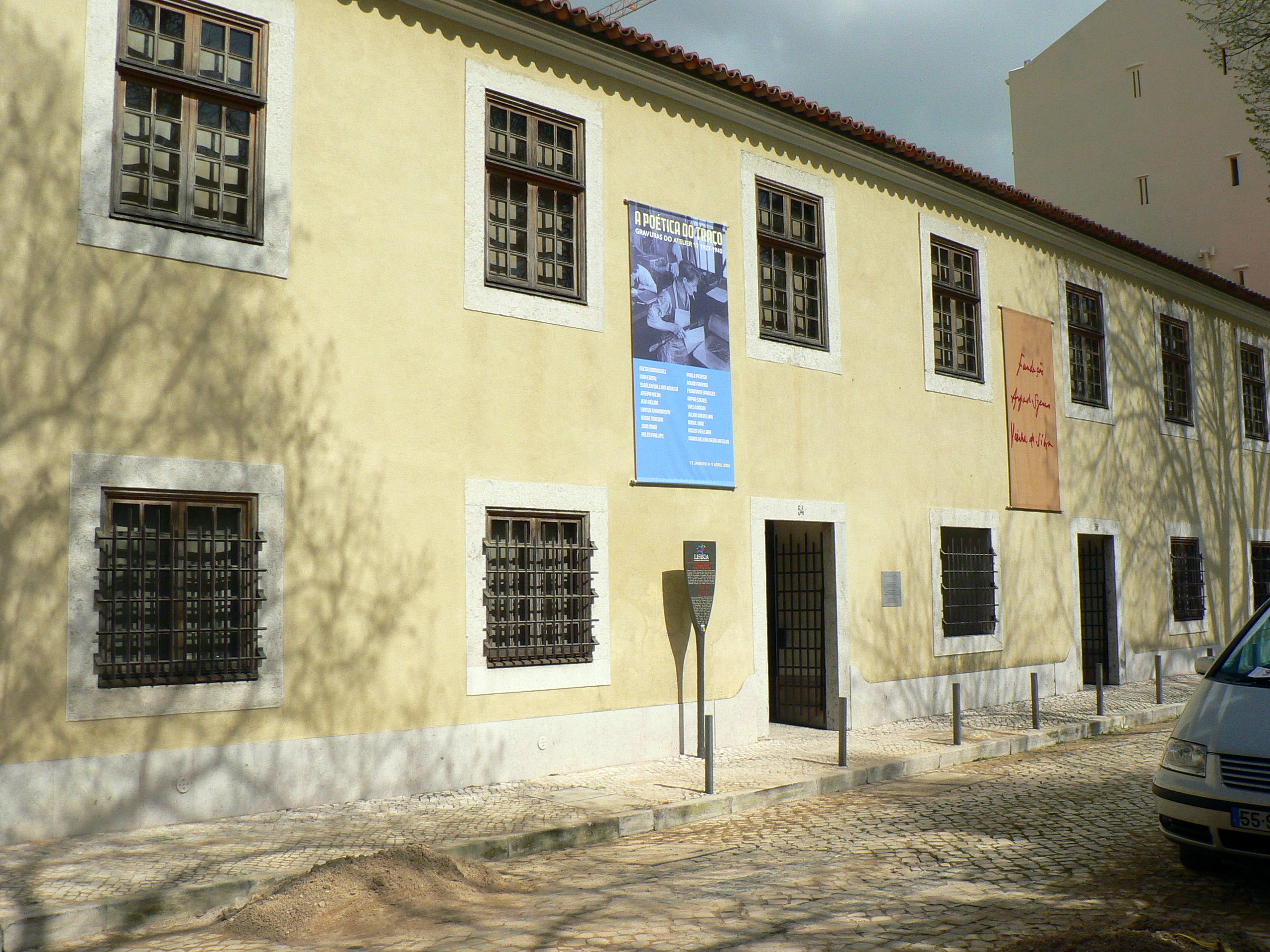
Sede da Fundação Árpád Szenes-Vieira da Silva em Lisboa, Portugal

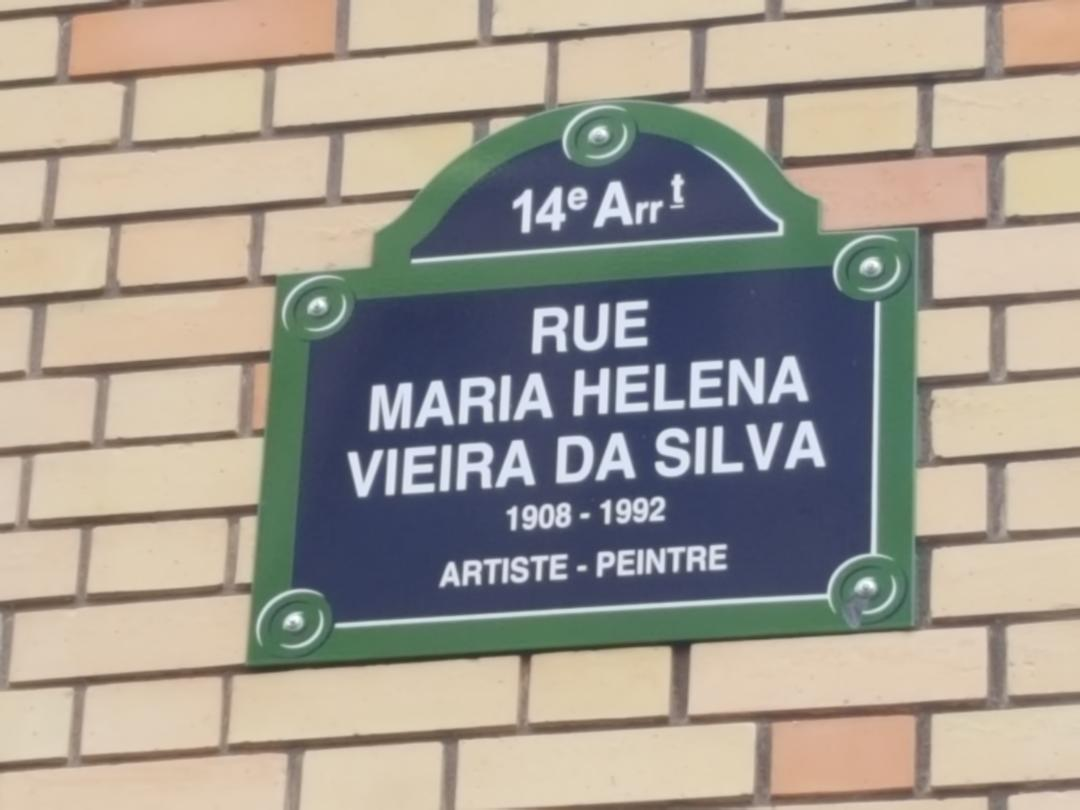
Placa da Rua Maria Helena Vieira da Silva em Paris.

As suas obras encontram-se actualmente em colecções privadas e museológicas, sendo possível ver alguns exemplares no Museu Coleção Berardo do Centro Cultural de Belém, Museu Nacional de Arte Contemporânea do Chiado, Museu Calouste Gulbenkian ou o Museu da Fundação Árpád Szenes-Vieira da Silva em Portugal, assim como noutros de renome internacional, como o Tate Museum, Guggenheim, MOMA ou o Museu de Belas Artes de Bilbao, para além de em vários leilões para coleccionadores de arte e galerias da especialidade. 
Em 1977, por iniciativa do pintor Jorge Martins, foi produzido um filme sobre a vida do casal pelo Centro Português de Cinema, intitulado "Ma femme chamada Bicho", realizado por José Álvaro Morais. 
Postumamente, em 1994, de forma a se honrar a memória e obra do casal de pintores, foi fundada em Portugal a Fundação Arpad Szenes-Vieira da Silva, sediada em Lisboa. Nesse mesmo ano, foi também dado o seu nome a uma escola em Carnaxide, concelho de Oeiras.
Em 2013, a União Astronómica Internacional deu o nome da artista plástica a uma cratera em Mercúrio.
Em abril de 2016, a sua obra "Biblioteca em fogo" foi seleccionada como uma das dez mais importantes obras artísticas de Portugal pelo projeto Europeana.
Em 2017, mais de uma centena de obras de Maria Helena Vieira da Silva e do seu marido, cobrindo as distintas etapas dos respectivos percursos artísticos, foram apresentadas no Centro Cultural Conde Duque, em Madrid, fazendo a exposição parte integrante da mostra de cultura portuguesa em Espanha, organizada anualmente pela embaixada portuguesa, na capital espanhola. A iniciativa com obras da artista plástica foi a maior até então realizada em terras espanholas.
Em 2019, o nome da pintora foi atribuído a uma rua de Paris, situada no 14.º bairro, bairro esse onde habitou e trabalhou durante vários anos. Por essa ocasião, foram colocados no vestíbulo de honra onde o Presidente francês acolhe todos os chefes de Estado que o visitam, situado na entrada do Palácio do Eliseu, as pinturas “Jardins suspendus” (1955) e “Stèle” (1964), pertencentes ao espólio artístico e cultural do Governo Francês.
Em 2020, várias iniciativas tomaram lugar em Portugal para homenagear a obra e vida da artista plástica portuguesa. Em junho desse ano, foi organizada a exposição de retrospectiva "Vieira da Silva. Um Olhar Singular", por Marina Bairrão Ruivo, curadora da exposição e directora da Fundação Arpad Szenes-Vieira da Silva, na Casa-Museu Teixeira Lopes em Vila Nova de Gaia, que contou com 64 obras da artista plástica portuguesa, situadas entre 1926 e 1986, seguindo-se um mês depois, em julho, a inauguração do Centro de Arte Contemporânea de Coimbra com uma exposição que deu a conhecer aos seus visitantes parte da Coleção BPN, na qual figuraram obras de Paula Rego, Júlio Pomar, Amadeo Souza-Cardoso e Maria Helena Vieira da Silva. Em setembro de 2020, após ter sido várias vezes adiada, devido à pandemia de COVID-19 e alguns problemas técnicos, foi realizada a exposição "Dissonâncias", no Museu Nacional de Arte Contemporânea do Chiado (MNEC), com 85 obras de 45 artistas, consideradas “significativas da criação artística nacional dos séculos XIX, até ao início do XXI", apresentando no seu espólio várias obras de Hein Semke, Manuel Botelho, Ana Pérez-Quiroga, Ana Vidigal, Artur do Cruzeiro Seixas, Columbano Bordalo Pinheiro, Cristina Ataíde, Gérard Castello-Lopes, Pedro Portugal, João Cristino da Silva, Paula Rego e Maria Helena Vieira da Silva.

## Algumas obras
- As Bandeiras Vermelhas (1939, 80 × 140 cm)

- A Partida de Xadrez (1943, 81x100 cm)
- História Trágico-Marítima (1944, 81,5 × 100 cm)
- O Passeante Invisível (1949-1951, 132 × 168 cm)
- O Quarto Cinzento (1950, Tate Gallery, Londres, 65 × 92 cm)
- L'Allée Urichante (1955, 81 × 100 cm)
- Les Grandes Constructions (1956, 136 × 156,5 cm)
- Londres (1959, 162 × 146 cm)
- Landgrave (1966, 113,6 × 161 cm)
- Biblioteca em fogo (Bibliothéque en Feu) (1974, 158 × 178 cm)
- Painéis de azulejo para as estações do Metropolitano de Lisboa do Rato[26] e da Cidade Universitária.

## Leilões
- A obra Saint-Fargeau (1965), foi vendida num leilão em Paris por 1,3 milhões de euros a 22 de Outubro de 2011, o valor mais alto até então para um quadro de um artista português. A pintura fazia parte de um conjunto de obras da colecção privada do coleccionador Jorge de Brito (1927-2006) que foram levadas a hasta em Paris, pela leiloeira Tajan.[27]

- A pintura L’Incendie I (“O Incêndio”), foi leiloada pela Christie’s a 6 de março de 2018 pelo valor recorde de 2,290 milhões de euros. A obra pertencia a uma coleção privada de arte, não identificada —  que a tinha comprado aos herdeiros de Jorge de Brito, em 2008.

- A obra, L’Incendie II, ou Le Feu (1944) foi leiloada, a 11 de fevereiro de 2020, em Londres, por 1,9 milhões de euros.[28]

- O quadro a óleo Tours d'arme', datado de 1954, foi comprado à Galerie Pierre, de Paris, em 1960, por um coleccionador do Canadá e, em 2013, foi vendida num leilão da Sotheby’s apor 445 mil euros. A 10 Julho de 2020, a obra foi novamente a leilão, dessa vez, pela Christie's, com uma estimativa de preço entre os 600 mil e os 800 mil euros, contudo não foi vendida.[29]